# Masaia
Mazaye és un municipi francès situat al departament del Puèi Domat i a la regió d'Alvèrnia-Roine-Alps. L'any 2007 tenia 637 habitants.

## Demografia

### Població
El 2007 la població de fet de Mazaye era de 637 persones. Hi havia 250 famílies de les quals 49 eren unipersonals (34 homes vivint sols i 15 dones vivint soles), 93 parelles sense fills, 101 parelles amb fills i 7 famílies monoparentals amb fills.
La població ha evolucionat segons el següent gràfic:
Habitants censats

### Habitatges
El 2007 hi havia 328 habitatges, 249 eren l'habitatge principal de la família, 75 eren segones residències i 4 estaven desocupats. 317 eren cases i 8 eren apartaments. Dels 249 habitatges principals, 222 estaven ocupats pels seus propietaris, 19 estaven llogats i ocupats pels llogaters i 7 estaven cedits a títol gratuït; 4 tenien una cambra, 20 en tenien dues, 22 en tenien tres, 56 en tenien quatre i 146 en tenien cinc o més. 195 habitatges disposaven pel capbaix d'una plaça de pàrquing. A 86 habitatges hi havia un automòbil i a 150 n'hi havia dos o més.

### Piràmide de població
La piràmide de població per edats i sexe el 2009 era:
| Homes | Edats   | Dones |
| ----- | ------- | ----- |
| 0     | 95 o +  | 0     |
| 0     | 90 a 94 | 1     |
| 3     | 85 a 89 | 6     |
| 4     | 80 a 84 | 8     |
| 7     | 75 a 79 | 17    |
| 12    | 70 a 74 | 10    |
| 20    | 65 a 69 | 11    |
| 11    | 60 a 64 | 16    |
| 19    | 55 a 59 | 15    |
| 22    | 50 a 54 | 21    |
| 28    | 45 a 49 | 20    |
| 27    | 40 a 44 | 20    |
| 19    | 35 a 39 | 21    |
| 17    | 30 a 34 | 20    |
| 19    | 25 a 29 | 10    |
| 14    | 20 a 24 | 20    |
| 17    | 15 a 19 | 16    |
| 18    | 10 a 14 | 14    |
| 20    | 5 a 9   | 11    |
| 13    | 0 a 4   | 13    |

## Economia
El 2007 la població en edat de treballar era de 395 persones, 303 eren actives i 92 eren inactives. De les 303 persones actives 294 estaven ocupades (159 homes i 135 dones) i 10 estaven aturades (3 homes i 7 dones). De les 92 persones inactives 41 estaven jubilades, 33 estaven estudiant i 18 estaven classificades com a «altres inactius».

### Ingressos
El 2009 a Mazaye hi havia 249 unitats fiscals que integraven 633 persones, la mediana anual d'ingressos fiscals per persona era de 18.987 €.

### Activitats econòmiques
Dels 30 establiments que hi havia el 2007, 7 eren d'empreses de fabricació d'altres productes industrials, 6 d'empreses de construcció, 4 d'empreses de comerç i reparació d'automòbils, 2 d'empreses de transport, 3 d'empreses d'hostatgeria i restauració, 1 d'una empresa financera, 1 d'una empresa immobiliària, 2 d'empreses de serveis, 2 d'entitats de l'administració pública i 2 d'empreses classificades com a «altres activitats de serveis».
Dels 8 establiments de servei als particulars que hi havia el 2009, 1 era un taller de reparació d'automòbils i de material agrícola, 2 paletes, 1 fusteria, 1 lampisteria, 1 empresa de construcció, 1 perruqueria i 1 restaurant.
L'any 2000 a Mazaye hi havia 28 explotacions agrícoles que ocupaven un total de 850 hectàrees.

## Equipaments sanitaris i escolars
El 2009 hi havia una escola elemental.

## Poblacions més properes
El següent diagrama mostra les poblacions més properes.